# Donna Fraser
Donna Fraser (Reino Unido, 7 de noviembre de 1972) es una atleta británica, especialista en la prueba de 4x400 m, en la que ha logrado ser medallista de bronce mundial en 2005.

## Carrera deportiva
En el Mundial de Helsinki 2005 ganó la medalla de bronce en los relevos 4x400 m, con un tiempo de 3:24.44 segundos, tras Rusia y Jamaica, y siendo sus compañeras de equipo: Lee McConnell, Nicola Sanders y Christine Ohuruogu.